# Nationalparker i Namibia

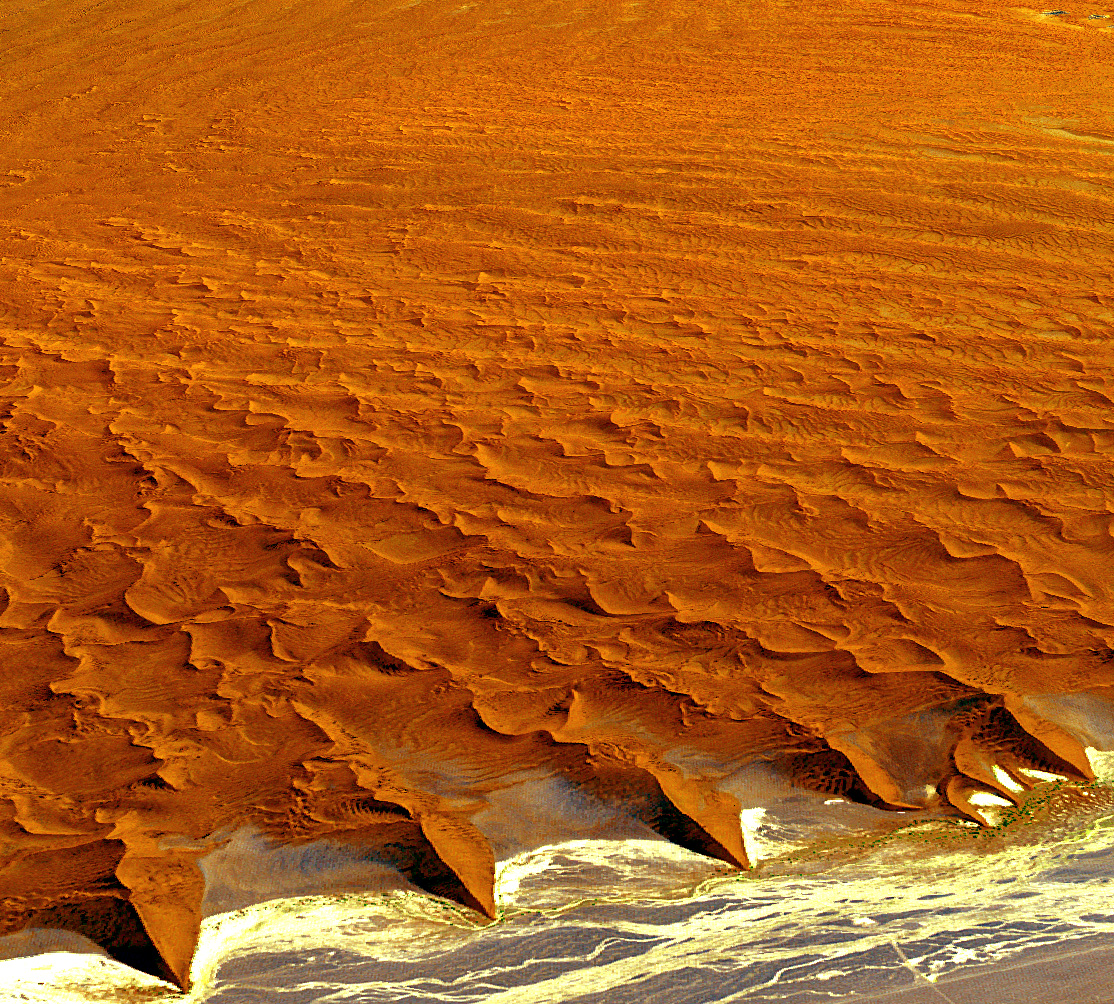
Namib-Naukluft nationalpark i Namiböknen

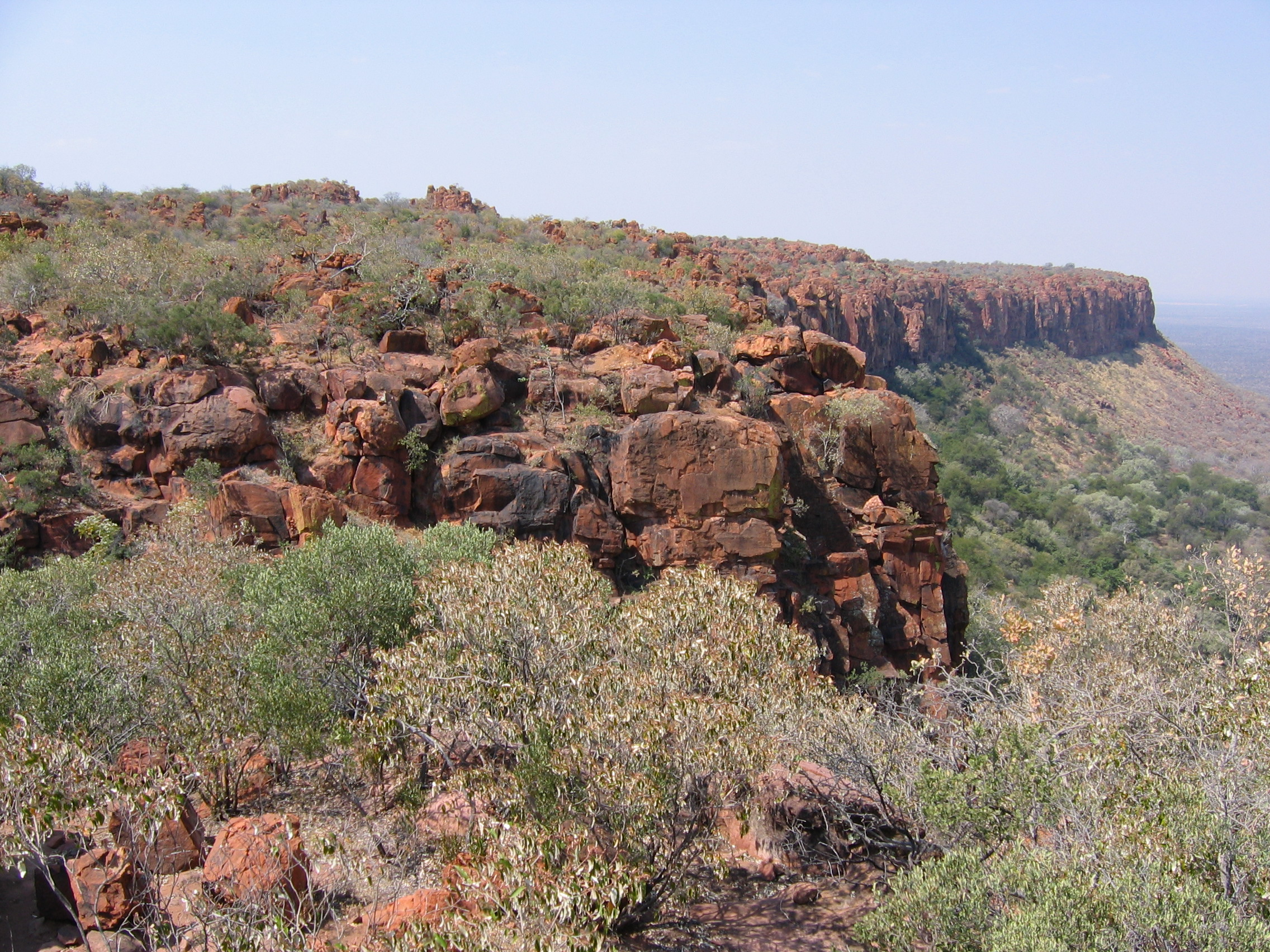
Waterberg nationalpark

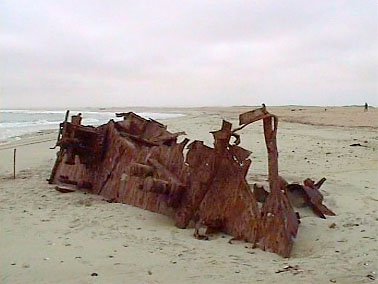
Skelettkustens nationalpark

Nationalparker i Namibia administreras av Ministry of Environment and Tourism (MET).

## Nationalparker
- Etosha nationalpark, 22 270 km²
- Khaudum nationalpark, 4 000 km²
- Mamili nationalpark, 320 km²
- Mudumu nationalpark, 1 009,59 km²
- Namib-Naukluft nationalpark, 49 768 km²
- Skelettkustens nationalpark, 20 000 km²
- Waterberg platåpark, 405 km² (naturskyddsområde)

## Övriga skyddade områden
- Ai-Ais/Richtersveld Transfrontier Park
- Regionen Caprivi
- Damaraland & Brandberg